# (100626) 1997 UE2
(100626) 1997 UE2 es un asteroide perteneciente al cinturón de asteroides, descubierto el 21 de octubre de 1997 por Yoshisada Shimizu y el también astrónomo Takeshi Urata desde el Observatorio de Nachikatsuura, Wakayama, Japón.

## Designación y nombre
Designado provisionalmente como 1997 UE2.

## Características orbitales
1997 UE2 está situado a una distancia media del Sol de 2,600 ua, pudiendo alejarse hasta 3,289 ua y acercarse hasta 1,912 ua. Su excentricidad es 0,264 y la inclinación orbital 6,401 grados. Emplea 1532,09 días en completar una órbita alrededor del Sol.
El próximo acercamiento a Jupiter se producirá el 16 de septiembre de 2067.

## Características físicas
La magnitud absoluta de 1997 UE2 es 14,8.